# Cabo 1 Juan Roman Airport
Cabo 1 Juan Roman Airport är en flygplats i Chile.   Den ligger i provinsen Provincia de Aisén och regionen Región de Aisén, i den södra delen av landet, 1 300 km söder om huvudstaden Santiago de Chile. Cabo 1 Juan Roman Airport ligger 8 meter över havet.
Terrängen runt Cabo 1 Juan Roman Airport är bergig norrut, men söderut är den kuperad. Närmaste större samhälle är Puerto Aisén, 1,7 km väster om Cabo 1 Juan Roman Airport. 
I omgivningarna runt Cabo 1 Juan Roman Airport växer i huvudsak blandskog. Trakten runt Cabo 1 Juan Roman Airport är nära nog obefolkad, med mindre än två invånare per kvadratkilometer.